# Крафтсдорф
Крафтсдорф (нім. Kraftsdorf) — громада в Німеччині, розташована в землі Тюрингія. Входить до складу району Грайц.
Площа — 41,21 км2. Населення становить 3699 ос. (станом на 31 грудня 2021).